# 小庫爾季亞斯卡山
48°17′2.3″N 24°5′25.9″E / 48.283972°N 24.090528°E
小庫爾季亞斯卡山是烏克蘭的山峰，位於該國西部外喀爾巴阡州，處於佳切夫區，屬於烏克蘭喀爾巴阡山脈中斯維多韋茨山脈的一部分，海拔高度1,644米。